# Clonación

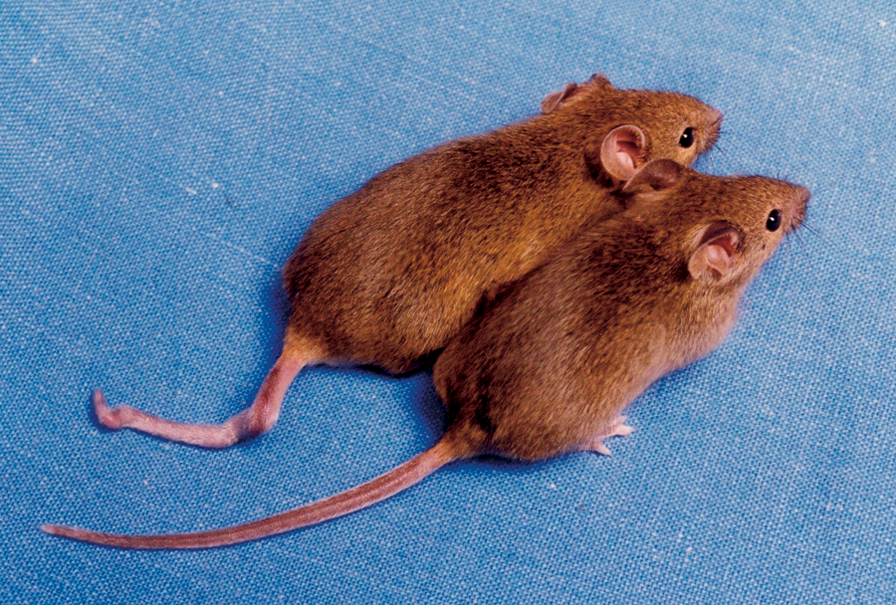
Ratones clonados, tienen los mismos genes, pero un rasgo en onda diferente en la cola.

La clonación (del griego: κλών, ‘retoño, rama’; copia idéntica de un organismo a partir de su ADN) se puede definir como el proceso por el que se consiguen, de forma asexual, copias idénticas de un organismo, célula o molécula ya desarrollado.
Se deben tomar en cuenta las siguientes características:
- En primer lugar, se necesita clonar las células (producto embrionario), porque no se puede hacer un órgano o parte del "clon" si no se cuenta con las células que forman dicho cuerpo.
- Se parte de un organismo ya "desarrollado", porque la clonación responde a un interés por obtener copias de un determinado organismo, y solo cuando es adulto se pueden conocer sus características.
- Por otro lado, se trata de crearlo de forma asexual.[2] La reproducción sexual no permite obtener copias idénticas, ya que este tipo de reproducción por su misma naturaleza genera diversidad múltiple.

El primer clon no natural se hizo en una oveja (Dolly).

## Clonación en la naturaleza
La reproducción asexual, también llamada reproducción clonal, es una forma natural de reproducción utilizada por numerosas formas de vida desde que existen, empezando por las bacterianas. Aunque la forma fundamental de reproducción en los eucariontes es la sexual, en la que los descendientes son genéticamente distintos de su progenitor o progenitores, en todos los grupos se recurre frecuentemente a la multiplicación asexual (clonal). Tiene este carácter también la extensión del número de pies de plantas en las llamadas colonias clonales; algunos ejemplos son el arándano, los avellanos, el Pando, el cafetero de Kentucky, las myricas o el liquidámbar americano.

## Clonación molecular

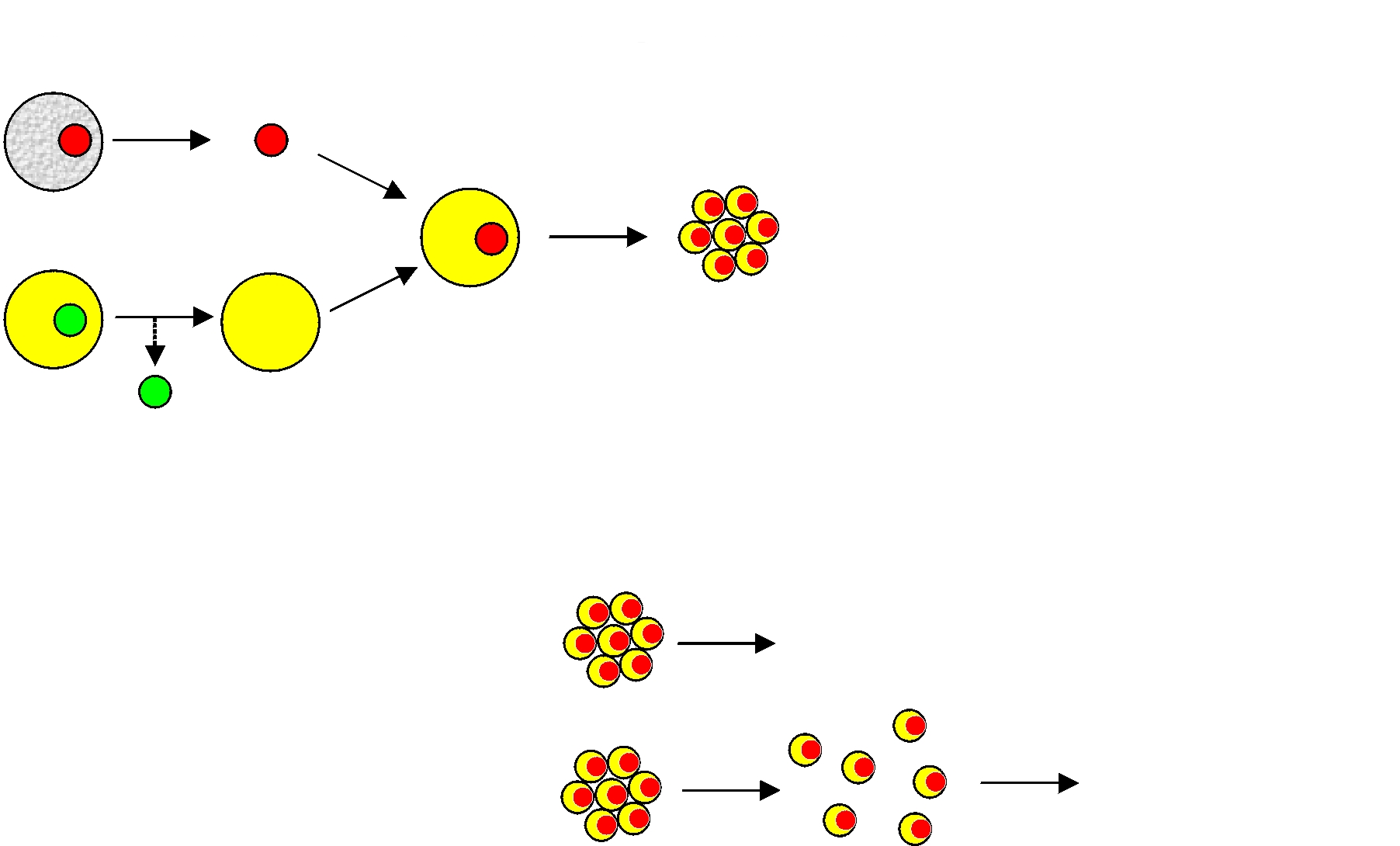
Diagrama en blanco de clonación reproductiva y terapéutica.

La clonación molecular es utilizada en una amplia variedad de experimentos biológicos y las aplicaciones prácticas van desde la toma de huellas dactilares a producción de proteínas a gran escala.
En la práctica, con el fin de amplificar cualquier secuencia en un organismo vivo, la secuencia a clonar tiene que estar vinculada a un origen de replicación; que es una secuencia de ADN.
TransfecciónSe introduce la secuencia formada dentro de células.
SelecciónFinalmente se seleccionan las células que han sido transfectadas con éxito con el nuevo ADN.
Inicialmente, el ADN de interés necesita ser aislado de un segmento de ADN de tamaño adecuado. Posteriormente, se da el proceso de ligación cuando el fragmento amplificado se inserta en un vector de clonación: El vector se linealiza (ya que es circular), usando enzimas de restricción y a continuación se incuban en condiciones adecuadas el fragmento de ADN de interés y el vector con la enzima ADN ligasa.
Tras la ligación del vector con el inserto de interés, se produce la transfección dentro de las células, para ello las células transfectadas son cultivadas; este proceso, es el proceso determinante, ya que es la parte en la que vemos si las células han sido transfectadas exitosamente o no.
Tendremos que identificar por tanto las células transfectadas y las no transfectadas, existen vectores de clonación modernos que incluyen marcadores de resistencia a los antibióticos con los que solo las células que han sido transfectadas pueden crecer.
Hay otros vectores de clonación que proporcionan color azul/ blanco cribado. De modo, que la investigación de las colonias es necesaria para confirmar que la clonación se ha realizado correctamente.

## Clonación celular
Clonar una célula consiste en formar un grupo de ellas a partir de una sola. En el caso de organismos unicelulares como bacterias y levaduras, este proceso es muy sencillo, y solo requiere la inoculación de los productos adecuados.
Sin embargo, en el caso de cultivos de células en organismos pluricelulares, la clonación de las células es una tarea difícil, ya que estas células necesitan unas condiciones del medio muy específicas.
Una técnica útil de cultivo de tejidos utilizada para clonar distintos linajes de células es el uso de aros de clonación (cilindros).
De acuerdo con esta técnica, una agrupación de células que han sido expuestas a un agente mutagénico o a un medicamento utilizado para propiciar la selección se ponen en una alta dilución para crear colonias aisladas; cada una proviniendo de una sola célula potencialmente y clónicamente diferenciada.
En una primera etapa de crecimiento, cuando las colonias tienen solo unas pocas células; se sumergen aros estériles de poliestireno en grasa, y se ponen sobre una colonia individual junto con una pequeña cantidad de tripsina.
Las células que se clonan, se recolectan dentro del aro y se llevan a un nuevo contenedor para que continúe su crecimiento en forma natural.

## Clonación de organismos de forma natural
La clonación de un organismo es crear un nuevo organismo con la misma información genética proveniente de una célula existente. Es un método de reproducción asexual, donde la fertilización no ocurre. En términos generales, solo hay un progenitor involucrado. Esta forma de reproducción es muy común en organismos como las amebas y otros seres unicelulares, aunque la mayoría de las plantas y hongos también se reproducen asexualmente.
También se incluye la obtención de gemelos idénticos de manera natural. Se considera como una alteración espontánea durante el desarrollo embrionario, ignorándose su causa, aunque existe una correlación familiar estadísticamente significativa.

## Gemelación artificial
Este tipo de clonación consiste en tomar un embrión de hasta 8 células y generar embriones idénticos preimplantatorios (se podrían generar hasta 8 embriones idénticos, uno a partir de cada blastómera). Las blastómeras biopsiadas del embrión original se introducen individualmente o de dos en dos en una zona pelúcida vacía (puede proceder de otro animal, pues después el embrión sale de ella), o en una cubierta artificial (ZPA), y de cada uno se generan embriones idénticos al original (clones).
En veterinaria se lleva haciendo más de 30 años (para preservar las razas puras y mantener los caracteres deseados de un determinado animal). En humanos en la  FIV, para mejorar resultados en mujeres con pobre estimulación ovárica. Está éticamente prohibida en humanos, principalmente porque los embriones humanos pueden morir durante el proceso.

## Separación de blastómeros para estudios de diagnóstico prenatal
En algunas especies, como los equinos, se ha utilizado la separación de blastómeros de embriones previos a su implantación para efectuar estudios de diagnóstico de enfermedades genéticas. En ellos se ha determinado la viabilidad de los embriones analizados después de su transferencia en hembras receptoras, encontrándose tasas de gestación de 21 %. La técnica de separación de los blastómeros implica la remoción de la zona pelúcida, ya sea por métodos químicos, mecánicos o enzimáticos, para posteriormente obtener los blastómeros mediante aspiración, extrusión o disminución de sus interacciones en soluciones libres de Ca2+ y Mg2+.
En humanos la separación y cultivo de blastómeros aislados también han sido utilizados en estudios de biopsias de embriones en diferentes etapas de segmentación con la finalidad de dar alternativas a los estudios de diagnóstico prenatal, evaluando a su vez el desarrollo embrionario in vitro con el propósito de que se seleccionen los mejores embriones capaces de desarrollarse en blastocistos y congelarlos mientras se evalúan sus blastómeros aislados.

## Clonación reproductiva
Es impreciso distinguir entre clonación humana reproductiva y otro tipo de clonación debido a que toda clonación humana es reproductiva, pues siempre se produce un embrión humano. La diferencia realmente reside en el destino que se le dé a ese embrión. Este tipo de clonación se basa en la creación de una copia genéticamente idéntica a una copia actual o anterior de un ser humano o animal. Es técnicamente posible, pues se ha conseguido en animales, aunque tiene bajo rendimiento y conlleva ciertos riesgos, como por ejemplo, problemas epigenéticos (síndrome LOS: el clon crece mucho más, que el animal original) y de senescencia. Este tipo de clonación está absolutamente prohibido en humanos, pues no tiene ningún sentido terapéutico, aparte de que al no ser una técnica perfeccionada, pueden morir los humanos en el proceso.
En 1996, fue clonada la oveja Dolly. Fue el primer mamífero clonado a partir del ADN derivado de un adulto en vez de ser utilizado el ADN de un embrión. Pero aunque Dolly tenía una apariencia saludable, se cuestionaba que envejeciera antes que una oveja normal, es decir, que la fuente (Dolly) trasmitió su edad celular al clon. Además fueron necesarios 277 embriones para producir este nacimiento.
Sin embargo, algunos han especulado que había un factor agravante al deceso de Dolly y era que tenía una edad genética de seis años, la misma edad de la oveja de la cual fue clonada. Una base para esta idea fue el hallazgo de sus telómeros cortos, que son generalmente el resultado del proceso de envejecimiento. Sin embargo, el Roslin Institute ha establecido que los controles intensivos de su salud no revelaron ninguna anormalidad en Dolly que pudieran pensar en envejecimiento prematuro.
En 2018, se produjo un importante avance en este campo, cuando un grupo de científicos del Instituto de Neurociencias de Shanghái consiguió clonar a los primeros monos de la historia usando la técnica de transferencia nuclear (la misma con la que, en 1996, se creó la oveja Dolly). Aunque la clonación se ha logrado ya en varias especies de mamíferos, la relevancia de este hecho reside en la cercanía evolutiva entre monos y humanos, ambos del orden de los primates.
Los investigadores usaron células del tejido conectivo de un feto de mona, cuyos núcleos celulares fueron introducidos en óvulos vacíos. Finalmente, estos fueron incubados por madres hasta que nacieron los dos clones, bautizados como Zhong Zhong y Hua Hua, que juntos forman la palabra Zhonghua, o nación china. 
Aunque resulta técnicamente posible, este tipo de clonación sigue siendo muy complicada e ineficiente. De hecho, para obtener los dos clones, los investigadores desarrollaron un total de 109 embriones, de los que solo consiguieron seis embarazos y dos nacimientos. El éxito de esta investigación, que llega más de 20 años después de la oveja Dolly, ha sido la inducción de la reprogramación celular del embrión mediante el uso de factores epigenéticos.
Actualmente, el objetivo de este tipo de técnicas se centra en crear grupos de monos genéticamente idénticos para la investigación, especialmente en enfermedades como en enfermedad de Parkinson, en las que es necesario utilizar monos para probar nuevos fármacos. Por tanto, este tipo de animales podría reducir el número de simios usados en los estudios farmacológicos.

## Clonación terapéutica (o andropátrica)
La clonación terapéutica, área en la que se está investigando mucho actualmente, no consiste en clonar personas o crear bebés de reserva, sino tejidos y órganos que poder trasplantar al paciente-donante y curar así enfermedades. Los diferentes avances en legislación internacional e investigación permiten la clonación de determinados tejidos animales y humanos con fines de investigación médica. Este tipo de clonación consiste en fusionar el núcleo de una célula adulta (madre o diferenciada) y un ovocito al que se le ha extraído el núcleo (enucleado),  para crear un embrión con el que trabajar.
 De dicho embrión se pueden aislar células madre embrionarias compatibles con el futuro receptor del tejido. Las células madre se aíslan de la masa celular interna del embrión clonado una vez alcanzado el estado de blastocisto. Estas células madre poseen la misma dotación genética que el paciente-donante del que se tomó la célula adulta y, por tanto, reproducen su misma dotación antigénica, la estructura de proteínas superficial de la célula, por lo que se puede evitar una reacción de rechazo al trasplante. Una vez que se han extraído las células madre de la masa celular interna, se destruye el embrión clonado.
De hecho, en enero de 2008, se anunció que se habían creado cinco embriones clonados a partir de células de piel humana, con vistas a proporcionar una fuente viable de células madre embrionarias para el tratamiento de enfermedades; valiéndose de la misma técnica que dio origen a la oveja Dolly, científicos de la empresa californiana Stemagen Corporation, con sede en La Jolla, California, encabezados por Andrew French, han empleado las células de la piel de dos varones adultos así como los óvulos de tres mujeres jóvenes (entre 20 y 24 años) que se estaban sometiendo a un tratamiento de fertilidad. Además, en mayo de 2013 la Universidad de Oregón desveló que se habían conseguido obtener mediante clonación células embrionarias humanas. La técnica tiene grandes implicaciones en la medicina regenerativa, ya que se podrían obtener células madre de un embrión en fase de blastocisto con las que poder regenerar partes del cuerpo humano del propio donante sin riesgo de rechazo durante el trasplante. Además, en el año 2013 se consiguió la clonación de un ejemplar de ratón de laboratorio a partir de una simple gota de sangre de la cola del ratón donante, hecho que produjo un cambio en el panorama de la clonación animal, pues esta ha sido la primera vez que se ha conseguido clonar un animal sin necesidad de eutanasiar al animal donante, que es lo que se venía haciendo hasta ahora en la clonación de animales como por ejemplo en el caso de la oveja Dolly.

## Clonación de sustitución
Un cuarto tipo de clonación sería la llamada clonación de sustitución que sería una combinación de la clonación reproductiva y la clonación terapéutica. En este tipo de clonación se produciría la clonación parcial de un tejido o una parte de un humano necesaria para realizar un trasplante.

## Clonación de especies extintas y en peligro de extinción
La clonación de especies extintas, ha sido un sueño para muchos científicos. Uno de los objetivos previstos para la clonación fue el mamut lanudo, pero los intentos de extraer ADN de mamuts congelados no han tenido éxito, aunque un equipo ruso-japonés está trabajando en ello.
En 2001, una vaca llamada Bessie dio a luz a un gaur (un bisonte indio) clonado de Asia, una especie en peligro, pero el ternero murió después de dos días.
En 2003, un banteng (tipo de toro) fue clonado con éxito, además también fueron clonadas con éxito tres fieras de África a partir de embriones congelados. Estos éxitos han dado esperanzas sobre la posibilidad de que otras especies extintas puedan ser clonadas. De cara a esta posibilidad; las muestras de tejidos del último bucardo (cabra montesa) fueron congelados rápidamente tras su muerte.
Los investigadores también están considerando la clonación de especies en peligro de extinción como el panda gigante, el ocelote y el guepardo.
En 2002, los genetistas en el Museo Australiano anunciaron que habían replicado el ADN del Tigre de Tasmania, extinto hace 65 años con la reacción en cadena de la polimerasa. Sin embargo, en el año 2005, tuvieron que parar el proyecto ya que las células no se habían conservado bien.
Uno de los obstáculos en el intento de clonar especies extintas es la necesidad de mantener el ADN en perfecto estado, muy bien conservado.

## Consideraciones éticas a la clonación

### Argumentos a favor de la clonación humana terapéutica
El aumento de la esperanza de vida de los seres humanos ha provocado un notable aumento de las enfermedades crónicas o degenerativas, como las enfermedades cardiacas, el alzheimer o el cáncer. El principal problema es que estas enfermedades afectan a partes del organismo que, debido a un aumento de la longevidad o al daño irreversible sufrido, el cuerpo no puede regenerar por sí solo. Una solución a estas enfermedades puede ser la clonación terapéutica, al ser una especialización del tratamiento con células madre. Cuando un órgano o tejido ha sido dañado es necesario regenerarlo o realizar un trasplante, pero los trasplantes tienen varias dificultades, como la dificultad para encontrar donantes, el posible rechazo inmunitario o la imposibilidad de trasplantar ciertos tejidos u órganos.
Se creía que la clonación terapéutica prometía grandes posibilidades, pero hasta la fecha no ha habido grandes avances en la medicina regenerativa con base a la clonación terapéutica. Es más, en el 2007, el profesor Ian Wilmut, el investigador médico pionero en clonación animal y quien creó a la Oveja Dolly, anunció que había abandonado la investigación destinada a producir células madre embrionarias humanas mediante la clonación, es decir, la llamada "clonación terapéutica". El profesor Wilmut, dijo que abandonaba la clonación terapéutica en favor a las células pluripotentes inducidas, iPS, argumentando que estas células proporcionan los suministros de una amplia gama de células compatibles con los pacientes sin los problemas éticos de la clonación y de la disgregación de células madre embrionarias que destruye a los embriones.

### Punto de vista de la Iglesia católica
Tras la intervención realizada por los científicos Ian Wilmut y Keith Campbell en la Oveja Dolly, la Pontificia Academia para la Vida publicó un documento titulado Reflexiones sobre la clonación. En este documento se da una condena firme de cualquier experimentación con seres humanos o con sus células con fines de clonación humana:

La clonación humana se incluye en el proyecto del eugenismo y, por tanto, está expuesta a todas las observaciones éticas y jurídicas que lo han condenado ampliamente.
'Pontificia Academia Pro Vita (1997): Reflexiones sobre la clonación humana, cap. 3.

La condena que la Iglesia católica hace de la clonación humana parte del hecho de que tal técnica científica manipula y excluye la creencia católica de la relacionalidad y complementariedad propias de la procreación humana, instrumentalizaría al embrión y a la mujer que ha de llevar al individuo clonado en su útero y pervertiría las relaciones fundamentales de la persona humana (las propias del parentesco) que desde el punto de vista de la religión católica, son la base misma de una sociedad saludable. Sugiere que la clonación podría llevar a una sociedad enferma.
Unido a todo eso, el documento indica que la clonación humana implica que unas personas se arrogan el derecho de dominar a otras incluso programando su identidad biológica, una especie de tiranía de la ciencia que ninguna persona tiene el derecho de hacer.
Finalmente, la Iglesia católica sostiene la teoría de que permitir la clonación humana implicaría una violación de los principios fundamentales de los derechos del hombre: la igualdad entre los seres humanos y la no discriminación.

## En la cultura popular
La clonación y sus implicaciones es un tema frecuente en el cine y televisión de ciencia ficción. Como ejemplo, en la película Los niños del Brasil, se plantea que la ciencia sabía en los años 1970 sobre la clonación, mientras que en la película The 6th Day plantea que la clonación ya sería posible para el 2015. La serie de ciencia ficción Orphan Black se enfoca en el cambio radical en la vida de una joven al descubrir a otra mujer idéntica a ella, mientras que la serie animada Clone High presenta una preparatoria llena de los clones de personajes históricos.